# Leikung
Leikung Benjamin, 2004 è un genere di ragni appartenente alla famiglia Salticidae.

## Distribuzione
Le due specie oggi note di questo genere sono state rinvenute nel Sud-est asiatico: entrambe sono state reperite sulla penisola malese, la L. porosa anche nel Borneo e la L. kinabaluensis anche in Sumatra.

## Tassonomia
A giugno 2011, si compone di due specie:
- Leikung kinabaluensis Benjamin, 2004 — Malesia, Borneo
- Leikung porosa (Wanless, 1978)[2] — Malesia, Sumatra